# Charles L. Coffin
Charles L. Coffin z Detroitu byl americký inženýr a vynálezce působící v oblasti obloukového svařování kovů a prezident společnosti Welded Steel Barrel Corporation.

## Patenty
V roce 1889 navrhl a nechal si patentovat svařování elektrickým obloukem za použití tavidla, které zabránilo desoxidaci roztavené svarové lázně a tím negativnímu působení oxidačních prvků vzdušné atmosféry. 
Dalším patentem z roku 1890 rozvinul obloukové svařování tím, že do té doby používanou uhlíkovou elektrodu nahradil elektrodou ze svařovaného kovu. Tím umožnil přenos (hořením elektrického oblouku) roztaveného kovu z elektrody do svarové lázně. Svůj objev učinil nezávisle na výzkumech Nikolaje Slavjanova z Ruska, který obdobný postup použil o rok dříve. Uvedený postup znamenal značný posun v oblasti svařování elektrickým obloukem.